# Ritorna se mi ami
Ritorna se mi ami (Flight Command) è un film del 1940 diretto da Frank Borzage.

## Trama
Un cadetto pilota dell'8ª Squadriglia (Hell Cats) della Marina degli USA, è ingiustamente sospettato di essere l'amante della moglie del comandante e dà le dimissioni.
In azione dimostrerà il suo coraggio e l'affidabilità del nuovo radar antinebbia ideato dal fratello di lei morto in volo.

## Produzione
Film della Metro-Goldwyn-Mayer di propaganda durante il periodo bellico, il film va menzionato per le spettacolari riprese aeree, supervisionate dallo specialista Paul Albert Mantz, che valsero una nomination per gli effetti speciali agli Oscar del 1942, a A. Arnold Gillespie (fotografia) e Douglas Shearer (suono)..